# Diocesi di Limoux

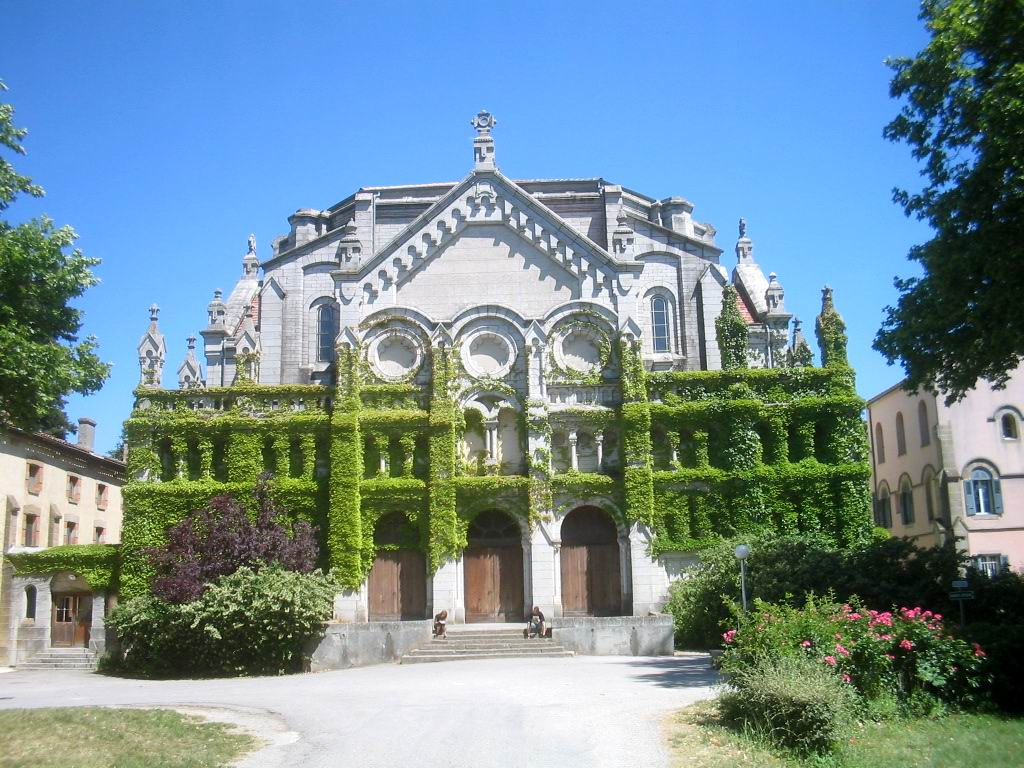
La chiesa abbaziale di Notre-Dame di Prouille.

La diocesi di Limoux (in latino Dioecesis Limosensis) è una sede soppressa della Chiesa cattolica.

## Territorio
La diocesi era collocata nell'odierno dipartimento francese dell'Aude.
Sede vescovile era la città di Limoux, dove fungeva da cattedrale la chiesa di San Martino.

## Storia
La diocesi di Limoux fu eretta il 20 agosto 1317 con la bolla Salvator noster di papa Giovanni XXII, ricavandone il territorio dall'arcidiocesi di Narbona. L'intenzione del pontefice era di limitare il potere degli arcivescovi di Narbona tramite una ripartizione dei benefici ecclesiastici, di suddividere il vasto territorio dell'arcidiocesi per meglio combattere le eresie che devastavano il sud della Francia, e di migliorare la disciplina ecclesiastica con la limitazione dei beni della mensa vescovile, tra le più ricche del regno.
Fu eretta a cattedrale della nuova diocesi la chiesa parrocchiale di San Martino, che era proprietà del monastero femminile domenicano di Prouille, oggi nel comune di Fanjeaux. Il 1º settembre successivo il papa nominò vescovo Guillaume Durand de Saint-Pourçain, e il giorno successivo, con il breve Nuper considerantes, incaricò tre esecutori di sorvegliare alla retta realizzazione delle sue volontà.
Ma questa diocesi nacque sotto i peggiori auspici. I delegati apostolici infatti, incaricati di delimitare i confini della nuova diocesi e di procedere alla ripartizione dei beni della mensa episcopale, si scontrarono contro mille difficoltà, sollevate in particolar modo dall'arcivescovo di Narbona e dalle Domenicane di Prouille, che si videro lesi nei propri diritti, il primo perché perdeva la parte più ricca della propria mensa episcopale, e le seconde perché erano costrette a cedere un'importante fonte di reddito, senza speranza di esserne ricompensate in qualche modo.
Di conseguenza lo stesso papa dovette sopprimere la diocesi il 28 febbraio dell'anno successivo con la bolla Alma mater Ecclesia ed il suo territorio accorpato nuovamente a quello di Narbona. Contestualmente, furono erette due nuove diocesi, Alet e Saint-Pons-de-Thomières, ma con territori differenti da quelli della precedente diocesi di Limoux.

## Cronotassi dei vescovi
- Guglielmo Durando di San Porciano † (1º settembre 1317 - 14 febbraio 1318 nominato vescovo di Le Puy)